# Markovec
Markovec este o localitate din comuna Loška Dolina, Slovenia, cu o populație de 205 locuitori.